# 陳獻略
陳獻（英語：Henry Chan，1992年12月5日—），原名陳獻略，生於香港，香港排球運動員，現時效力泰國男子職業排球聯賽球會龍仔厝府。

## 球員生涯
陳獻略生於香港，曾就讀浸信會呂明才小學和浸信會呂明才中學。他在中學時開始接觸排球，直到中七加入南青，開始接受正統的排球訓練，並擔任二傳手。由2013年起成為香港排球代表隊成員，期間曾獲到第五屆傑出少年選舉優異奬，直到2016年隨南華到泰國蘭實大學集訓，剛好蘭實大學正需要名二傳手，當他們觀察南華後希望南華推薦名球員加盟，使陳獻略就因而被選中。
2017年1月23日，蘭實大學宣佈陳獻略加盟，簽約1季，成為首名外流的香港職業排球員。
他加盟後於1月29日首度為球會登場，可惜蘭實大學在聯賽14戰後無緣超級賽資格，但陳獻略表現就獲常規賽冠軍空軍賞識，繼而邀請外借到球會約三個月，外借後，他協助球隊晉身季後賽決賽，可惜球會於決賽落敗屈居亞軍。
2017年11月，陳獻略轉會爭標球會龍仔厝府。

## 演藝事業
陳獻略自幼已參與演藝幕前工作，4歲時被星探發掘，拍攝了第一個電視廣告；5歲赴新西蘭拍攝國內品牌熊貓洗衣粉電視廣告；6歳時在松下電器廣告中飾演黎明的童年。其後陸續參與多個品牌的電視廣告及硬照。其中廣為人知的品牌包括香港駕駛學院、大家樂餐廳、雀巢奇趣杯雪糕、肯德基餐廳、及香港機場快線等。此外，陳獻略多年來於香港電台拍攝不同系列的教育電視及特備節目，其中包括《醫生與我》、《反斗英語》等。到2010年麥當勞大富翁廣告中開始被網民留意，由於外表俊朗清秀，所以獲得多間廣告公司的青睞。2014年開始參與電影拍攝工作，其中包括《那夜凌晨，我坐上了旺角開往大埔的紅van》。並於2015年《陀地驅魔人》中擔任副導演一角，加入男子演唱團體R-ICE，2016年與松岡李那推出單曲《情迷》。2022年參與《ViuTV》戀愛綜藝《戀愛Staycation》。

## 電影
| 上映年份 | 電影名稱                                  | 角色          | 备注 |
| 2014年   | 《那夜凌晨，我坐上了旺角開往大埔的紅van》 | 兄弟團        |      |
| 2015年   | 《陀地驅魔人》                            | 副導演        |      |
| 2025年   | 《臨時決鬥》                              | 陳雷（Ringo） |      |
| 2025年   | 《搗破法蘭克》                            | 祈            |      |

## 電視及平面廣告
| 年份   | 品牌/產品名稱          | 備註           |
| 2010年 | 麥當勞大富翁           | 電視廣告       |
| 2011年 | 周大福珠寶「真誠永恆」 | 電視廣告       |
| 2012年 | 必勝客 芝士香腸雙脆批  | 電視及平面廣告 |
| 2012年 | 香港寛頻               | 電視廣告       |
| 2012年 | Canon 相紙墨水速遞     | 電視廣告       |
| 2012年 | Canon IXUS240HS        | 電視及平面廣告 |
| 2013年 | AXA安盛保險            | 平面廣告       |
| 2013年 | 香港珠海學院           | 平面廣告       |
| 2013年 | Olympus OM-D E-MI      | 平面廣告       |
| 2013年 | 美心冰皮月餅           | 電視廣告       |
| 2013年 | 美汁源果粒橙           | 電視廣告       |
| 2013年 | 港鐵                   | 平面廣告       |
| 2014年 | 麥當勞 McCafe          | 電視廣告       |
| 2014年 | 香港建造業訓練局       | 微電影         |
| 2014年 | 澳門國際煙花比賽匯演   | 電視廣告       |
| 2014年 | 中信銀行               | 平面廣告       |
| 2014年 | Levi's                 | 電視廣告       |
| 2014年 | Levi's                 | 平面廣告       |
| 2014年 | 萬寧 健康大使          | 平面廣告       |
| 2014年 | 小林製藥Breath Care    | 電視廣告       |
| 2015年 | Kagome野菜生活         | 電視廣告       |
| 2015年 | 麥當勞 菠蘿蝦堡        | 電視廣告       |
| 2015年 | Citibank 讀心術        | 電視廣告       |
| 2015年 | AIA                    | 平面廣告       |
| 2015年 | 海洋公園               | 平面廣告       |
| 2015年 | 小林製藥Breath Care    | 平面廣告       |
| 2016年 | HSBC                   | 網上宣傳影片   |
| 2016年 | 撒隆適                 | 電視及平面廣告 |
| 2016年 | 大班冰皮月餅           | 電視廣告       |
| 2016年 | Amazon                 | 電視廣告       |
| 2017年 | HSBC 「所想又近一步」  | 平面廣告       |
| 2017年 | 中國移動               | 平面廣告       |
| 2017年 | HSBC                   | 平面廣告       |

- PUMA（Fashion Show）
- Calvin Klein
- Aigle
- Disneyland
- Biotherm
- 2%
- 活學教育

## 外部連結
- 香港運動員資料
- 陳獻 Henry chan的Facebook專頁